# Ryjkowce

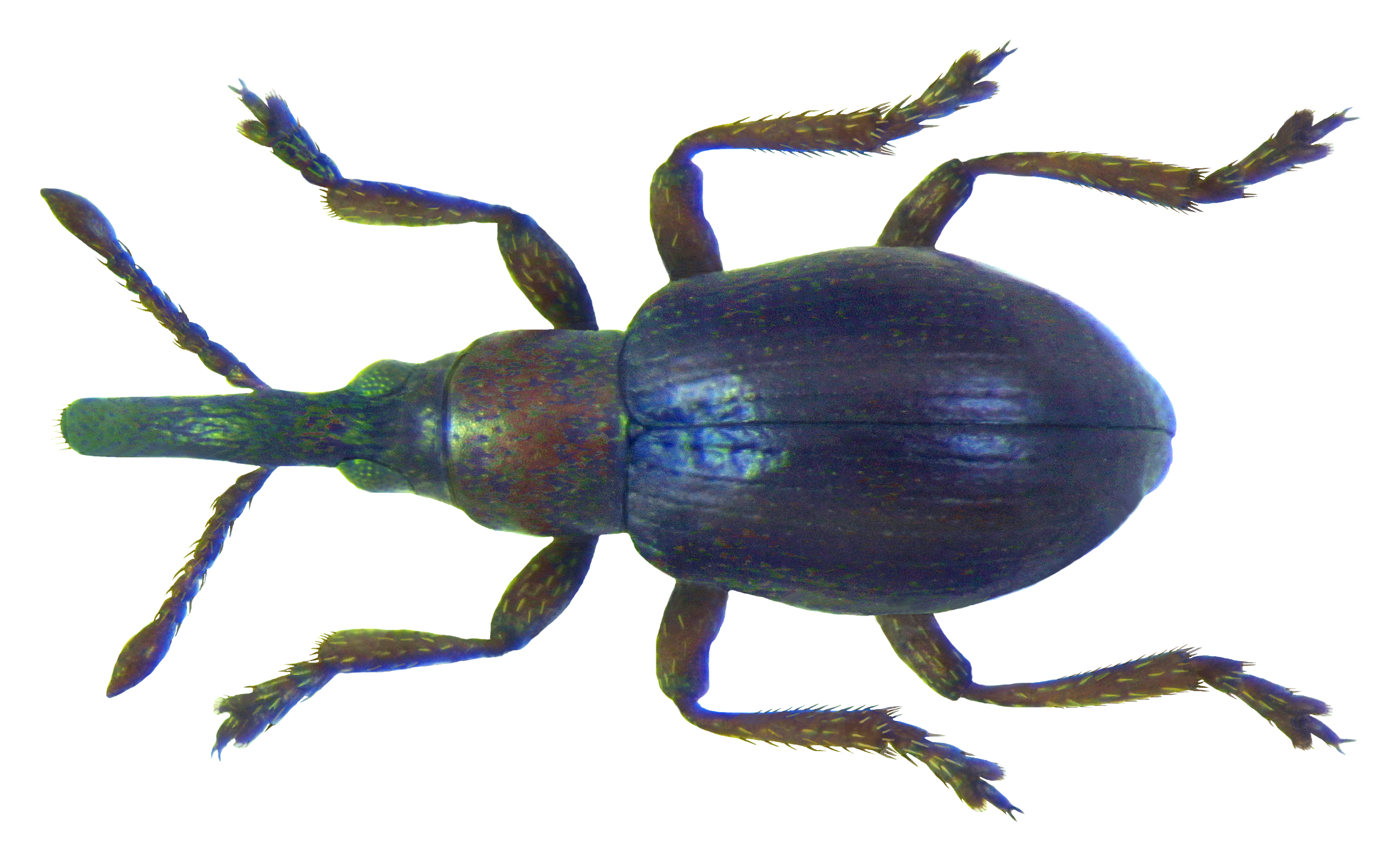
Acentrotypus brunnipes z rodziny pędrusiowatych

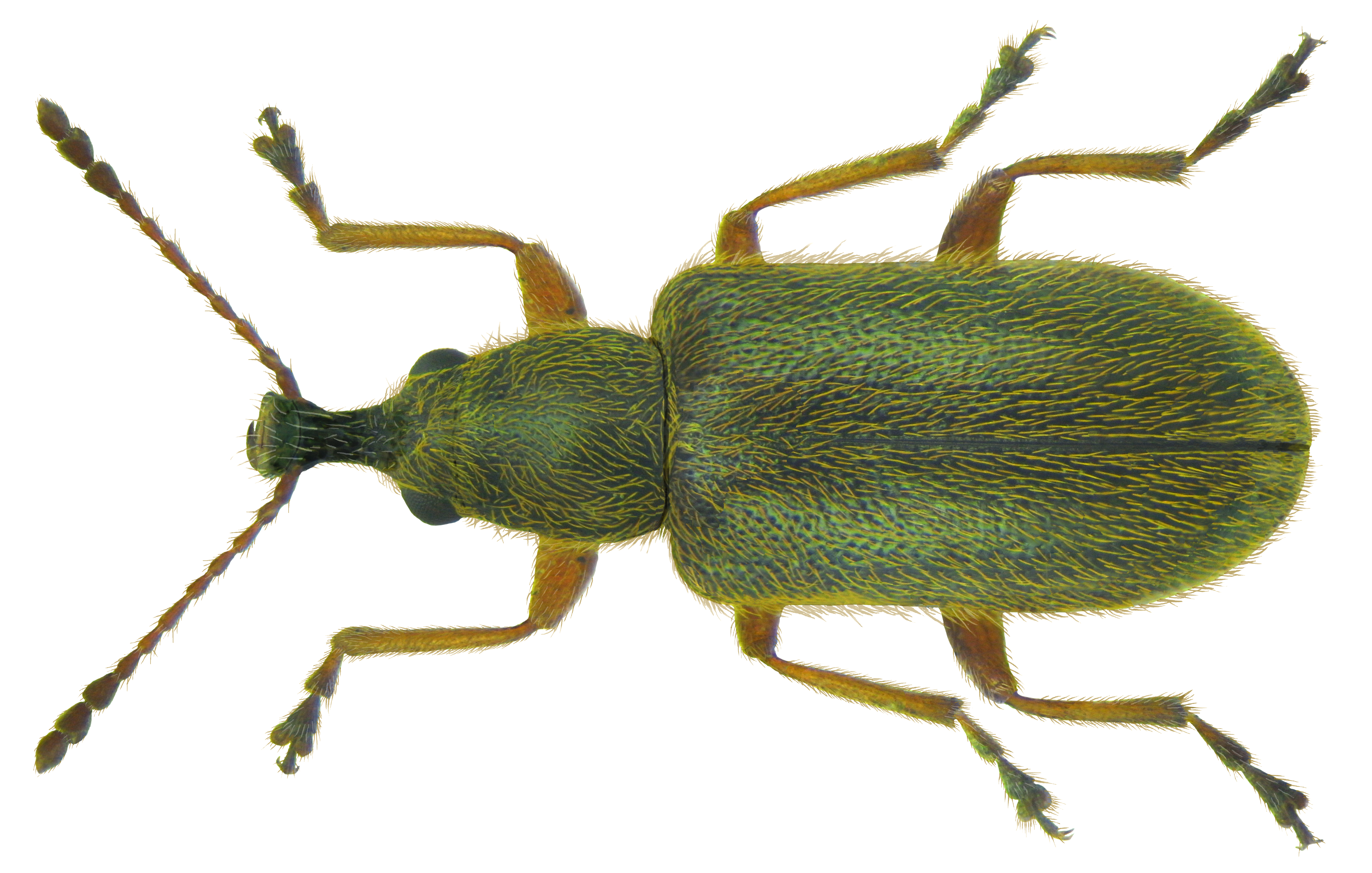
Cimberis attelaboides z rodziny Nemonychidae

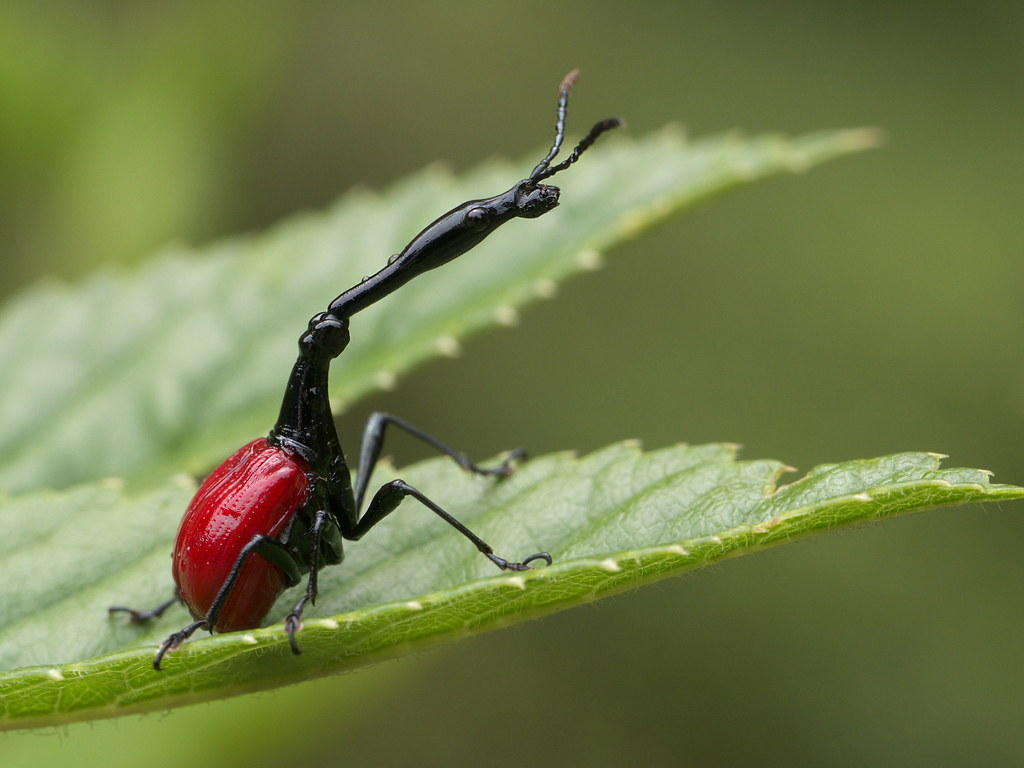
Żyrafka madagaskarska z rodziny tutkarzowatych

Ryjkowce (Curculionoidea) – nadrodzina owadów z rzędu chrząszczy, podrzędu wielożernych i serii (infrarzędu) Cucujiformia. Liczy ponad 62 tysiące opisanych gatunków. Chrząszcze te żerują na różnych gatunkach roślin, przechodząc rozwój wewnątrz tkanek roślinnych. Larwy pędrakowate. Charakterystyczny dla dorosłych jest przód głowy wyciągnięty w ryjek, który może być jednak bardzo krótki. Czułki zakończone są buławką. Znane od triasu lub jury.

## Opis
Charakterystyczną cechą tych chrząszczy jest głowa wyciągnięta w ryjek (rostrum). Ryjek ten może być bardzo krótki jak u wielu gatunków rozwijających się w glebie. Czułki są mniej lub więcej buławkowate i często kolankowato zgięte. Kolankowate zgięcie pozwala rozpoznać ryjkowca, gdy ten ma krótki ryjek. Punkt osadzenia czułków leży w dołku lub rowku. Szwy gularne zanikające lub współbieżne. Panewki przednich bioder są przynajmniej częściowo zamknięte od tyłu. Panewki bioder środkowych są prawie zawsze zamknięte od zewnątrz. Stopy wszystkich odnóży są pseudoczteroczłowe (czwarty człon bardzo drobny). Przynajmniej dwa nasadowe segmenty odwłoka są mniej lub więcej zrośnięte.
Larwy są pędrakowate, beznogie lub o odnóżach szczątkowych.

## Biologia i ekologia
Larwy są u zdecydowanej większości gatunków fitofagami, najczęściej przechodzącymi rozwój wewnątrz roślin. Żerują na prawie wszystkich taksonach roślinach naczyniowych, a nawet wątrobowcach i glonach, w różnych organach nadziemnych i podziemnych (w korzeniach, pędach, liściach, owocach i kwiatach), w tkankach żywych, jak i martwych, np. wstępnie rozłożonych przez grzyby.

## Rozprzestrzenienie
Nadrodzina kosmopolityczna o rodowodzie gondwańskim. Wiele grup starych ewolucyjnie występuje wyłącznie na półkuli południowej i związanych jest z prymitywnymi nagozalążkowymi.

## Systematyka
Ryjkowce wraz z siostrzanymi stonkami (Chrysomeloidea) grupowane są w klad Phytophaga. Stanowi on przykład największej obok motyli radiacji adaptacyjnej owadów roślinożernych. Najstarsze znane ryjkowce pochodzą z przełomu triasu środkowego i późnego i należą do wymarłej rodziny Obrieniidae. Przynależność tej rodziny do ryjkowców była kwestionowana i w systemie Bouchard i innych z 2011 są zaliczane do Archostemata, jednak Legałow w 2010 wykazał, że cechy, na podstawie których wyłączano tę rodzinę z ryjkowców, występują też w niektórych ich grupach. Najstarsza niewymarła rodzina o niekwestionowanej przynależności, Nemonychidae, znana jest od jury.
Łącznie opisano już ponad 62 tysiące gatunków ryjkowców, co jest największą liczbą spośród wszystkich nadrodzin chrząszczy. Gatunki te grupuje się w ponad 6 tysiącach rodzajów. Według Legałowa łączna liczba gatunków przekracza 150 tysięcy. Systematyka nadrodziny jest wciąż nieustabilizowana. Współcześnie wyróżnia się od 7 do 20 rodzin.
W systemie z pracy Boucharda i innych z 2011 roku zastosowano podział na 10 rodzin:
- Nemonychidae Bedel, 1882 – ryjoszowate
- Anthribidae Billberg, 1820 – kobielatkowate
- †Ulyanidae Zherikhin, 1993
- Belidae Schönherr, 1826
- Caridae Thompson, 1992
- Attelabidae Billberg, 1820 – podryjowate
- Brentidae Billberg, 1820
- Dryophthoridae Schönherr, 1825
- Brachyceridae Billberg, 1820
- Curculionidae – ryjkowcowate

Z kolei Fauna Europaea (według stanu na 2016 rok) wyróżnia dodatkowo rodziny:
- Apionidae – pędrusiowate
- Erirhinidae
- Nanophyidae
- Oxycorynidae
- Raymondionymidae
- Rhynchitidae – tutkarzowate

Niektórzy autorzy nadają stonkom i ryjkowcom rangi infrarzędów (Curculioniformia i Chrysomeliformia).